# Igor González Sola
Igor González Sola, alias «El Enfermo», (Bilbao, 17 de octubre de 1972 - cárcel de Martutene, San Sebastián, 4 de septiembre de 2020) fue un terrorista español, miembro del comando Donosti de la organización terrorista ETA.
Hasta su fallecimiento, Igor González Sola cumplía una condena de veinte años por los delitos de colaboración con banda armada, depósito de armas y falsificación de documento oficial. Cumplió las tres cuartas partes de su condena en marzo de 2020.

## Comando Donosti
El comando Donosti (creado en 1969) fue desarticulado y recreado en varias ocasiones. El nuevo comando Donosti reconstruido –también denominado complejo Donosti– había actuado en el período 2004-2005 y los encargados de su reorganización fueron Iker Olabarrieta Colorado, Igor González Sola y Carmelo Laucirica Orive. El nuevo comando cayó desarticulado el 25 de marzo de 2005, en un piso del número 113 de la avenida de Zarautz, en el barrio donostiarra de El Antiguo. Hubo tres detenidos y se intervino abundante documentación. Fuentes del Ministerio del Interior aseguraron a los medios que el grupo se encontraba 'activo y operativo' y que la detención de los tres «terroristas liberados» (activistas a sueldo de ETA) eran consecuencia del anterior arresto de Haymar Altuna el 19 de marzo de 2005 en Montpellier (Francia), en una operación desarrollada de manera conjunta por la Comisaría General de Información y la División Nacional Antiterrorista (DNAT) de la Policía Judicial francesa.
Así, dicho 25 de marzo fueron detenidos Iker Olabarrieta Colorado, Igor González Sola (que entonces contaba con 27 años) y Carmelo Laucirica Orive. Los tres estaban relacionados con la organización juvenil Jarrai.
En la operación intervinieron más de cincuenta agentes de la Comisaría General de Información, de la Brigada Provincial de Información de San Sebastián, del TEDAX y de la Policía Científica. Además, 12 agentes del Grupo de Operaciones Especiales (GEO) facilitaron la entrada en el piso. La policía se incautó de tres pistolas (una Sig Sauer, una Browning y una tercera de origen egipcio) y un subfusil; placas falsificadas de la Guardia Civil y de la Ertzaintza; y cinco juegos de documentación española falsa (documentos de identidad, carnés de conducir y tarjetas de crédito).
Tanto Igor González como los otros dos detenidos formaban parte del llamado comando Amaiur, cuyo objetivo era reiniciar las actividades terroristas en Guipúzcoa. Al frente de este comando estaba Iker Olabarrieta Colorado e Igor González habría sido el último en incorporarse de los tres.

## Juicio y condena
Durante el juicio en 2007, Igor González reconoció ser militante de ETA y afirmó que: «vamos a seguir ejerciendo la lucha armada mientras no se reconozca la soberanía de Euskal Herria como nación».
En 2005 fue condenado a veinte años de prisión por los delitos de colaboración en banda armada, tenencia ilícita de armas y falsificación de documentos oficiales en el comando Amaiur, parte del comando Donosti. Ingresó en la cárcel de Alcalá-Meco y posteriormente pasó por las cárceles de El Puerto de Santa María y la de Granada, en 2018 fue trasladado al centro penitenciario de Soria y en el verano de 2020, tras cumplir tres cuartas partes de la condena de veinte años, fue trasladado a la prisión de Martutene en San Sebastián debido sus circunstancias personales. Fue el primer preso etarra acercado a cárceles vascas realizado desde que Pedro Sánchez asumió la presidencia del gobierno.
Según algunas fuentes discrepaba de la línea oficial de los colectivos de apoyo a los presos, por lo cual ya no formaba parte de Etxerat, por lo que esta asociación lo había retirado de sus listas y tampoco formaba parte del Colectivo oficial de presos vascos (EPPK). Otra asociación dedicada al apoyo de presos, Harrera, tampoco publicó la habitual esquela en recuerdo a los miembros del colectivo fallecidos.

## Muerte
El 4 de septiembre de 2020, Igor González apareció muerto en su celda de la prisión de Martutene, recinto donde cumplía condena, cuando tenía cuarenta y siete años. Su cuerpo fue hallado sin vida en su celda tras faltar al recuento de primera hora de la tarde. Tras investigarse las causas del fallecimiento, se declaró que Igor González se había suicidado.
Igor González ya había intentado suicidarse en otras dos ocasiónes: la primera en 2008 en la prisión de El Puerto-I y la segunda en 2009 en el centro penitenciario de Granada.

### Reacciones
Las reacciones tras conocerse el fallecimiento fueron inmediatas. El coordinador de EH Bildu, Arnaldo Otegi, responsabilizó el 5 de septiembre de la muerte de Igor González a la política penitenciaria española, afirmando que:

«mientras no desaparezca la violencia del Estado, difícilmente se podrá hablar de convivencia democrática».

En el pleno del Senado celebrado el 8 de septiembre, el senador de EH Bildu Gorka Elejabarrieta
interpeló al presidente del Gobierno Pedro Sánchez para que «cumpla su palabra, cambie la política penitenciaria española para adecuarla a los tiempos actuales y resuelva la cuestión de los presos para avanzar en la construcción de la paz». En respuesta a esta interpelación, Sánchez lamentó «profundamente» el suicidio de Igor González, remarcó que la tasa de suicidio entre los presos en las cárceles españolas en ese momento era de 6,4 casos por cada 10 000 presos (frente al 7,2 de la media de la Unión Europea); y relató las actuaciones pasadas de Instituciones Penitenciarias con respecto a la situación de González Sola.
Estas declaraciones del presidente del gobierno generaron numerosas críticas tanto desde la oposición (Partido Popular, Ciudadanos y Vox), como entre las Asociaciones de la Policía (Jusapol, JUPOL y JUCIL), y la Asociación de Víctimas del Terrorismo y la  Asociación Dignidad y Justicia; que afirmaron que:

de falta de respeto total y absoluto a las Fuerzas y Cuerpos de Seguridad, hacia la ciudadanía en general e incluso hacía sus propios compañeros de partido que fueron cruelmente asesinados por ETA".
José María García (JUPOL)

La equidistancia que muestra con las víctimas del terrorismo es enorme y pasará a la historia por ser el primer presidente del Gobierno de España en mostrar condolencias por el fallecimiento de un terrorista y banalizar el terror de ETA refiriéndose a ellos como 'la banda ETA'
Asociación de Víctimas del Terrorismo.

Por otro lado, la presidenta del Colectivo de Víctimas del Terrorismo en el País Vasco (COVITE) Consuelo Ordóñez al ser preguntada en la red social Twitter sobre las palabras del presidente del gobierno, tuiteó:

¿Qué te gustaría que hubiera dicho? ¿"Me alegro de la muerte de Igor Sola"?

Ni yo lo diría nunca. El suicidio de los presos siempre será un fracaso del sistema, se suicide quien se suicide. Como bien dice el presidente, el tratamiento que se le ha dado a Igor Sola ha sido impecable.